# فيرمين لامبوت
فيرمين لامبوت مواليد 14 مارس 1886 في نامور، بلجيكا - الوفاة 19 يناير 1964، كان دراج بلجيكي في صنف سباق الدراجات على الطريق.

## سجل النتائج

### سباقات أو مراحل فاز بها
- طواف فرنسا

## وصلات خارجية
- الموقع الرسمي

## روابط خارجية
- فيرمين لامبوت على موقع أرشيف الدراجات (الإنجليزية)
- فيرمين لامبوت على موقع إحصائيات الدراجات الإحترافية (الإنجليزية)
- فيرمين لامبوت على موقع CycleBase (الإنجليزية)